# Taylor Hanson
Jordan Taylor Hanson (Tulsa, Oklahoma; 14 de marzo de 1983) es un cantante, compositor y músico estadounidense, conocido por su labor como vocalista y teclista en la banda musical Hanson, que formó en 1992 con sus hermanos Isaac y Zac.
Actualmente, Taylor Hanson es el cantante de Tinted Windows pero sigue siendo integrante de Hanson.

## Biografía

### Primeros años
Taylor Hanson es el segundo hijo de Clarke Walker Hanson (nacido en 1954) y Diana Frances Hanson (nacida en 1954). Tiene un hermano mayor, Isaac (nacido en 1980) y cinco hermanos menores: Zachary (nacido en 1985), Jessica (nacida en 1988), Avery (nacida en 1990), Mackenzie (nacida en 1994) y Zoe (nacida en 1998).
Desde un principio Walker y Diana optaron por no llevar a sus hijos al colegio, sino educarlos ellos mismos en casa, ya que pensaban que era lo mejor para los niños. 
En 1990 el trabajo de Walker Hanson obliga a toda la familia a vivir en Caripito y Punto Fijo (Venezuela), después en Ecuador y posteriormente en Trinidad y Tobago. Es entonces cuando Isaac y Taylor empiezan a escuchar los antiguos vinilos de sus padres. Pasaban las tardes escuchando a leyendas del Rock 'n Roll como Otis Redding, Chuck Berry, Bobby Darin, The Beach Boys o Aretha Franklin.

### Carrera
Tras regresar en 1991 a su Tulsa natal, Taylor decide montar un grupo musical junto a sus hermanos Zac e Isaac. Inicialmente adoptan el nombre de The Hanson para cambiarlo posteriormente por The Hanson Brothers. Pronto la gente de Tulsa empieza a referirse al grupo, por error, como The Handsome Brothers (Los hermanos guapos) y deciden cambiarlo por Hanson, nombre que han mantenido hasta la actualidad.
Taylor comenzó cantando a capela juntos a sus hermanos en fiestas de la empresa de su padre y reuniones familiares. En el mes de mayo de 1992, Hanson actúan por primera vez en el Festival Anual de las Artes de Tulsa, conocido como Mayfest. Cada año la actuación anual de Hanson en ese festival va atrayendo a más y más gente hasta que en el año 1996 Christopher Sabec, futuro mánager de la banda, se fija en Hanson y decide firmar un contrato con ellos.
El 6 de mayo de 1997 Hanson lanzan al mercado su primer álbum de estudio, Middle of Nowhere, bajo el sello discográfico Mercury Records. Su primer sencillo, MMMBop, se convierte en número 1 de la lista Billboard Hot 100. 
Pronto los tres hermanos se convierten en ídolos de millones de adolescentes, siendo Taylor el que más pasiones despierta.
Durante el verano de 1997, Taylor emprende una gira para promocionar su disco Middle of Nowhere, durante la que se graba un documental que posteriormente sale a la venta con el nombre de Tulsa, Tokyo & The Middle of Nowhere.

### Vida personal
En junio de 2002, Hanson se casó con Natalie Anne Bryant, a quien conoció en 2000. La pareja tiene siete hijos: Jordan Ezra Hanson (31 de octubre de 2002), Penelope "Penny" Anne (19 de abril de 2005), River Samuel (4 de septiembre de 2006), Viggo Moriah (9 de diciembre de 2008), Wilhelmina "Willa" Jane (2 de octubre de 2012), Claude Indiana Emmanuel (26 de diciembre de 2018) y Maybellene Alma Joy (7 de diciembre de 2020).